# Leptogenys emiliae
Leptogenys emiliae é uma espécie de formiga do gênero Leptogenys, pertencente à subfamília Ponerinae.